# El conde Magnus
El conde Magnus (Count Magnus) es un cuento de terror y vampirismo escrito por el escritor Montague Rhodes James hacia 1902 y publicado en una antología de cuentos del autor en 1904.
Este relato está basado en un personaje histórico, el conde Magnus Gabriel De la Gardie, un noble sueco del siglo XVII que fue acusado por sus detractores de pactar con el diablo y tener poderes sobrenaturales.
El vampiro no aparece como una criatura concreta, sino como un ente indefinido que acude a los temores y alucinaciones del protagonista.

## Sinopsis
El autor cuenta que encontró el diario de viaje de un tal Sr. Wraxall, un viajero inglés que desapareció en circunstancias no aclaradas.
En su diario, Wraxall, narra su viaje por Suecia, examinando lugares y edificios antiguos. Durante su estancia en la mansión de Raback conoce la historia del conde Magnus de la Gardie, un aristócrata de temida reputación, no solo por su crueldad con sus vasallos, sino porque entre los lugareños se rumorea que emprendió la Peregrinación Negra a la ciudad maldita de Corazín para pactar con el diablo y obtener la vida eterna. También se cuenta que tras su muerte, dos hombres que se atrevieron a cazar furtivamente en los bosques de su propiedad pagaron su atrevimiento con la vida.
Aparte de conocer estas historias, Wraxall visita una antigua Iglesia en cuyo mausoleo se encuentran las tumbas de la familia De Gardie. Poco a poco comienza a obsesionarse con una de las tumbas, cerrada por tres candados, teniendo la impresión de que se está abriendo lentamente.
En el viaje de regreso a Inglaterra Wraxall da la impresión de que está siendo perseguido por un siniestro personaje envuelto en un manto oscuro. Finalmente es encontrado muerto en una casa de Belchamp St. Paul con su cuerpo terriblemente desfigurado.